# Principi de subsidiarietat
El principi de subsidiarietat, en la seva definició més àmplia, disposa que un assumpte ha de ser resolt per l'autoritat (judicial, política o econòmica) més propera a l'objecte del problema.
El "principi de subsidiarietat" és un dels principis sobre els quals se sustenta la Unió Europea, segons va quedar establert pel Tractat de Maastricht, firmat el 7 de febrer de 1992 i després conegut com a Tractat de la Unió Europea. La seva actual formulació va quedar plasmada a l'Article 5 (2), modificada pel Tractat de Lisboa des del 1r de desembre de 2009. Una anàlisi descriptiva d'aquest principi pot trobar-se en el Protocol 30 sobre l'aplicació dels principis de subsidiarietat i proporcionalitat, annex al Tractat.
Aquest principi té les seves arrels teòriques en la Doctrina social de l'església catòlica, però en la seva aplicació s'ha independitzat en gran part d'ella i és emprada en el Dret per justificar l'abstenció de regulació. El principi de subsidiarietat es basa en el màxim respecte al dret d'autodeterminació o a la lliure determinació de tots i cada un dels membres d'una estructura social i, al seu torn, és el fonament sobre el qual se sustenta tot l'edifici d'aquesta dinàmica d'interacció sociopolítica que denominem democràcia participativa.

## El principi de subsidiarietat en lademocràcia participativa
El principi de subsidiarietat no es refereix només al repartiment de competències entre els diferents nivells jeràrquics i/o funcionals d'una estructura social sinó que constitueix l'expressió d'un determinat concepte participatiu de tots els grups de l'esmentada estructura. Aquest principi, de necessària aplicació en la política social, té com a objecte el repartiment i la limitació de les competències per a l'ordenació dels grups socials. A més, ordena les relacions de les societats intermèdies.
La subsidiarietat suposa, en primer terme, reconeixement de l'autonomia de cada col·lectiu de l'estructura per establir els seus objectius i decidir els processos amb què s'intenta assolir-los, però també implica diàleg i participació de tots els membres (individuals i col·lectius) del grup social en la definició dels objectius globals, en el disseny de les estratègies per aconseguir-los, en la seva execució i en la seva avaluació així com el respecte dels instruments d'autoregulació i co-reglamentació.

## El principi de subsidiarietat en la Doctrina Social de l'Església
Primer la família i després l'Estat. Segons la Doctrina social de l'església, és el principi en virtut del qual l'Estat executa una tasca orientada al bé comú quan adverteix que els particulars no la realitzen adequadament, ja sia per impossibilitat o bé per qualsevol altra raó.
La subsidiarietat implica que l'autoritat ha de resoldre els assumptes en les instàncies més properes als interessats. Per tant, l'autoritat central assumeix la seva funció subsidiària quan participa en aquelles qüestions que, per diferents raons, no puguin resoldre's eficientment en l'àmbit local o més immediat.
El principi de subsidiarietat és aplicable en els camps del govern, la ciència política, la cibernètica i en tota mena de gestió.
La subsidiarietat és, idealment o en principi, una de les característiques del federalisme.
En conclusió, i centrant-nos en el model d'organització territorial espanyol, significa que tot el que pot fer un municipi no ho ha de fer la Comunitat Autònoma, i tot el que poden fer les Comunitats Autònomes no ho ha de fer l'Estat

## El principi de subsidiarietat en Dret
El principi de subsidiarietat, en Dret, és un principi jurídic que pot plantejar-se en situacions jurídiques en les quals es donen dues alternatives, de manera que a una d'elles només es podrà acudir en defecte de l'altra.
Es contraposa al principi de solidaritat, en virtut del qual no s'estableix un ordre de prelació d'alternatives, sinó que es deixa a disposició d'un determinat agent.
El principi de subsidiarietat es manifesta en camps tan diversos com el dret civil, el penal o el constitucional.

### Responsabilitat civil
Entre els tipus de responsabilitat civil, es pot establir una divisió teòrica entre responsabilitat principal i responsabilitat subsidiària. El responsable subsidiari només haurà de respondre del deure imposat al responsable principal si aquest no el compleix, no el pot complir, o senzillament, no existeix.
D'aquesta manera, primer s'haurà d'actuar contra aquell subjecte que carregui amb la responsabilitat principal, i només si aquest falla, actuar contra el responsable subsidiari, que haurà de respondre pel total, sense perjudici que més tard pugui repetir l'obligació contra el principal. En cap cas, no pot donar-se el sentit oposat, és a dir, que el creditor no pot tractar de saldar el deute acudint primer contra el responsable subsidiari.

### Última ratio penal
El principi de subsidiarietat penal, o última proporció, estableix que si la protecció del conjunt de la societat pot produir-se amb mitjans menys lesius que els del dret penal, caldrà prescindir de la tutela penal i s'utilitzarà el mitjà que, amb igual efectivitat, sigui menys greu i contundent.
D'aquesta manera, el dret penal és utilitzat com a últim recurs, exclusivament per a quan es tracti de béns jurídics que no puguin ser protegits mitjançant el dret civil, el dret administratiu-sancionador.

### Subsidiarietat sancionatòria
La subsidiarietat també es manifesta en la determinació de la mateixa pena o sanció, de manera que no es podrà acudir a sancions greus si és suficient amb la imposició de sancions més lleus.
D'aquesta manera, la lògica penal estableix que existeix una vinculació entre la gravetat de la pena i el seu grau de subsidiarietat. Així, inspirant-se també en el principi de necessitat, s'estableix que la pena més greu serà subsidiària, és a dir, només podrà donar-se en casos en els quals amb l'alternativa menys greu no n'hi hagi prou.